# Carbonea supersparsa
Carbonea supersparsa is een korstmosparasiet die behoort tot de orde Lecanorales. Hij groeit op de geelgroene schotelkorst (Lecanora polytropa).

## Kenmerken
De ascosporen zijn hyaliene, ellipsoïde en meten 8 × 4-6.

## Verspreiding
Het komt voor in Eurazië en Noord-Amerika (inclusie Mexico). In Nederland zeer zeldzaam voor.